# Певица кабаре
«Певица кабаре» (фр. La Gommeuse) — одна из самых ранних работ испанского и французского художника Пабло Пикассо, написанная в 1901 году. Относится к началу голубого периода. Картина находится в частной коллекции. Выполнена маслом на холсте. Размер — 81,3 × 54 см. Оригинальное название «La Gommeuse» — сленговое прозвище певиц кабаре.

## История и описание
Летом 1901 года в парижской галерее Амбруаза Воллара прошла выставка, где Пикассо представил свои работы, написанные под влиянием импрессионистов. Критики отзывались о выставке положительно, но были и рекомендации найти свой собственный стиль. Для честолюбивого Пикассо это был вызов, и уже осенью 1901 года появились первые работы в особой живописной манере.
Цветовая гамма холстов изменилась. Краски стали холодными и мрачными, персонажи — задумчивыми и печальными. В этот момент жизни художник тяжело переживал самоубийство близкого друга Карлоса Касагемаса. Спустя некоторое время Пикассо говорил:
Я погрузился в синий цвет, когда понял, что Касагемас мёртв.Пабло Пикассо
Из-за холодной сине-зелёной гаммы холстов этот период его творчества стали называть голубым.
На холсте Пикассо изобразил обнажённую женщину, стоящую на фоне белой стены. На стене висит большая картина в сине-зелёных тонах, которая также является частью фона. Видна только нижняя часть холста. Вероятно, на нём изображена сценка из кабаре. Голова женщины втянута в плечи. Кажется, она стесняется своей наготы. Ярко-красный бант украшает чёрные волосы, завитые в локоны. На шее розовая повязка. Её прищуренный взгляд и опущенные вниз уголки рта выражают пессимизм и меланхолию.

Обратная сторона картины

«Певица кабаре» — картина, имеющая одну интересную особенность. На её оборотной стороне Пикассо изобразил своего друга Педро Манача в жёлтом костюме эльфа и в полосатом тюрбане на голове. В 1984 году холст приобрёл миллиардер Билл Кох за 1,4 миллиона фунтов стерлингов. Однако он не обратил внимания на карикатуру. В 2000 году эксперт по консервации, работавший над картиной, обнаружил это изображение. Тогда Кох придумал оригинальный способ показать двухстороннюю картину в своем особняке. В стене сделали проём, в который вставили холст, и два изображения можно было наблюдать из разных комнат.
5 ноября 2015 года картину «La Gommeuse» продали с аукциона Сотбис в Нью-Йорке за 67 450 000 долларов. Изображение на оборотной стороне никак не повлияло на цену.